# Mateo Mužek
Mateo Mužek (Graz, 29 aprile 1995) è un calciatore croato, difensore svincolato.

## Biografia
Anche suo padre, Damir è stato un calciatore, ora allenatore.

## Palmarès

### Club

#### Competizioni nazionali
- 2.HNL: 1

Hrvatski Dragovoljac: 2012-2013
- Campionato moldavo: 1

Sheriff Tiraspol: 2019
- Coppa d'Albania: 1

Dinamo Tirana: 2024-2025